# 人，性本色
《人，性本色》（法語：L'humanité）是1999年的電影作品，為法國導演布魯諾·杜蒙執導的第二部長片。本片獲選為第52屆坎城影展正式競賽片，並獲得評審團大獎、最佳男演員獎與最佳女演員獎。

## 劇情
在法國北方小鎮，一位11歲女童在離開校車前往父母經營的農場時遭到姦殺；受命調查的警察法拉是個性木訥的人，曾經有過未婚妻與小孩，但他們因故離開法拉，而法拉則與母親住在一起。法拉的鄰居朵蜜諾是工廠女工，工廠工會決定發起罷工施壓資方，而她的男友約瑟夫則是客運司機；他們三人時常在周末時一同出遊，法拉對朵蜜諾產生了特別的情感，但朵蜜諾與約瑟夫又時常在他面前親密互動，都讓法拉感到不是滋味。